# Dudarbánya vasútállomás
Dudarbánya vasútállomás egy Veszprém vármegyei vasútállomás, Dudar településen. A község déli részén elhelyezkedő bánya- és iparterületek között alakították ki, közúton mindig is csak a Bakonynána felé vezető mellékútról lehetett megközelíteni. Az állomást jelenleg csak tehervonatok használják.

## Vasútvonalak
Az állomást az alábbi vasútvonalak érintették:
- Zirc–Dudarbánya-vasútvonal

## Kapcsolódó állomások
A vasútállomáshoz az alábbi állomások vannak a legközelebb:
- Dudar megállóhely (Zirc vasútállomás, Zirc–Dudarbánya-vasútvonal)